# دهستان گریت
گریت، دهستانی است از توابع بخش پاپی شهرستان خرم‌آباد در استان لرستان ایران.
از جمله شهرهای دیگری که در دوره اتابکان لر کوچک از معروفیتی برخوردار بوده شهر گریت است. گریت امروزه از نظر تقسیمات کشوری یکی از دهستان‌های بخش پاپی است که شامل ۳۹ روستا و دهکده است. (دهکده سرتنگ قلا) مرکز گریت است.
گریت در گذشته منطقه پر رونق و صاحب نامی بوده‌است و اوج ترقی آن مربوط به دوره سلاطین لر کوچک است.
شهر گریت در قرن هفتم شهری آباد بوده چنانچه نخستین امرای لر کوچک از جمله شجاع الدین خورشید و سیف الدین رستم و عزالدین گرشاسف مرکز فرمانروایی خود را در این شهر قرار دادند. ولی از قرن هشتم به بعد این شهر رونق خود را از دست داد.
حمدالله مستوفی مؤلف قرن هشتم آنرا جزو شهرهای خراب منطقه لر کوچک ذکر کرده‌است و می‌نویسد:
«از شهرهای آنجا سه شهر خراب اند، گریت، لورشت (کوهدشت) و صیمره (سیمره)»
شهر گریت همچنین دارای دژ مستحکمی بود که مشرف بر شهر و راه‌های اطراف بوده و امروزه نیز آثار آن بر روی کوهی به نام (سر تنگ) به چشم می‌خورد. همانگونه که در منابع تاریخ سیاسی اتابکان گفته شد عزالدین گرشاسفو همسرش ملکه خاتون برای خلاصی از دست حسام الدین خلیل به این دژ پناه بردند.

## جمعیت
براساس سرشماری سال ۱۳۹۰ جمعیت آن ۱٬۸۷۶ نفر (۴۵۲ خانوار) بوده‌است.که عمده ساکنین بیشتر  از ایل سکوند و نیز بالاگریوه (پاپی) می باشند 